# Oblatschnaja-Nunatak
Der Oblatschnaja-Nunatak (russisch Гора Облачная, übersetzt Wolkenberg) ist ein Nunatak im ostantarktischen Enderbyland. Er ragt 10 km südöstlich der Perow-Nunatakker am Ostrand der Scott Mountains auf.
Teilnehmer einer von 1961 bis 1962 dauernden sowjetischen Antarktisexpedition nahmen eine geologische Erkundung vor und gaben ihm seinen deskriptiven Namen.